# مدل‌سازی هندسی

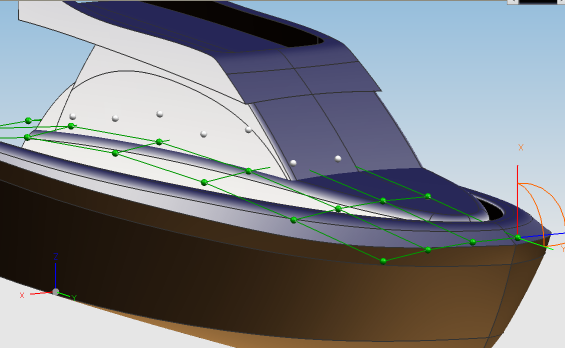
مدل‌سازی هندسی

مدل‌سازی هندسی (انگلیسی: Geometric modeling) شاخه‌ای از ریاضیات کاربردی و هندسه محاسباتی است، که روش‌ها و الگوریتم‌های لازم برای توصیف ریاضی اشکال مختلف را مطالعه می‌کند. شکل‌های مورد مطالعه در مدل‌سازی هندسی اغلب به‌صورت دو بعدی یا سه بعدی می‌باشند و بسیاری از ابزارها و اصول استفاده شده در آن، قابلیت بکارگیری اشکال با ابعاد مختلف را خواهند داشت. امروزه بیشتر مدل‌سازی‌های هندسی با استفاده از کامپیوترها و برنامه‌های کاربردی مبتنی بر رایانه، انجام می‌شود، که در شاخه‌های فنی و زمینه‌های کاربردی همچون مهندسی مکانیک، معماری، مهندسی عمران، زمین‌شناسی و تصویربرداری پزشکی، مورد استفاده قرار می‌گیرد.